# De Hontheim

Wapen van de familie de Hontheim

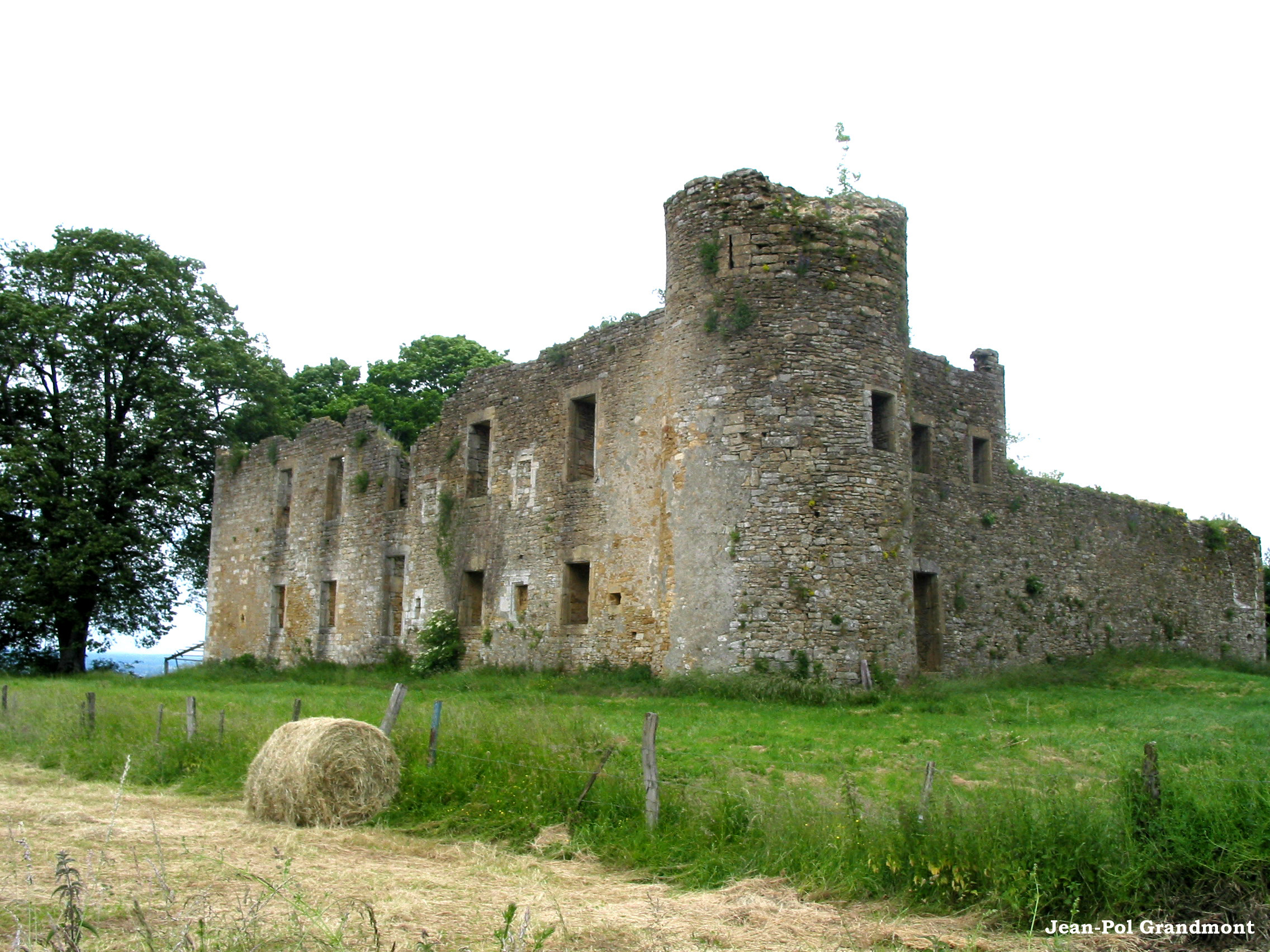
De ruïne van het kasteel van Montquintin

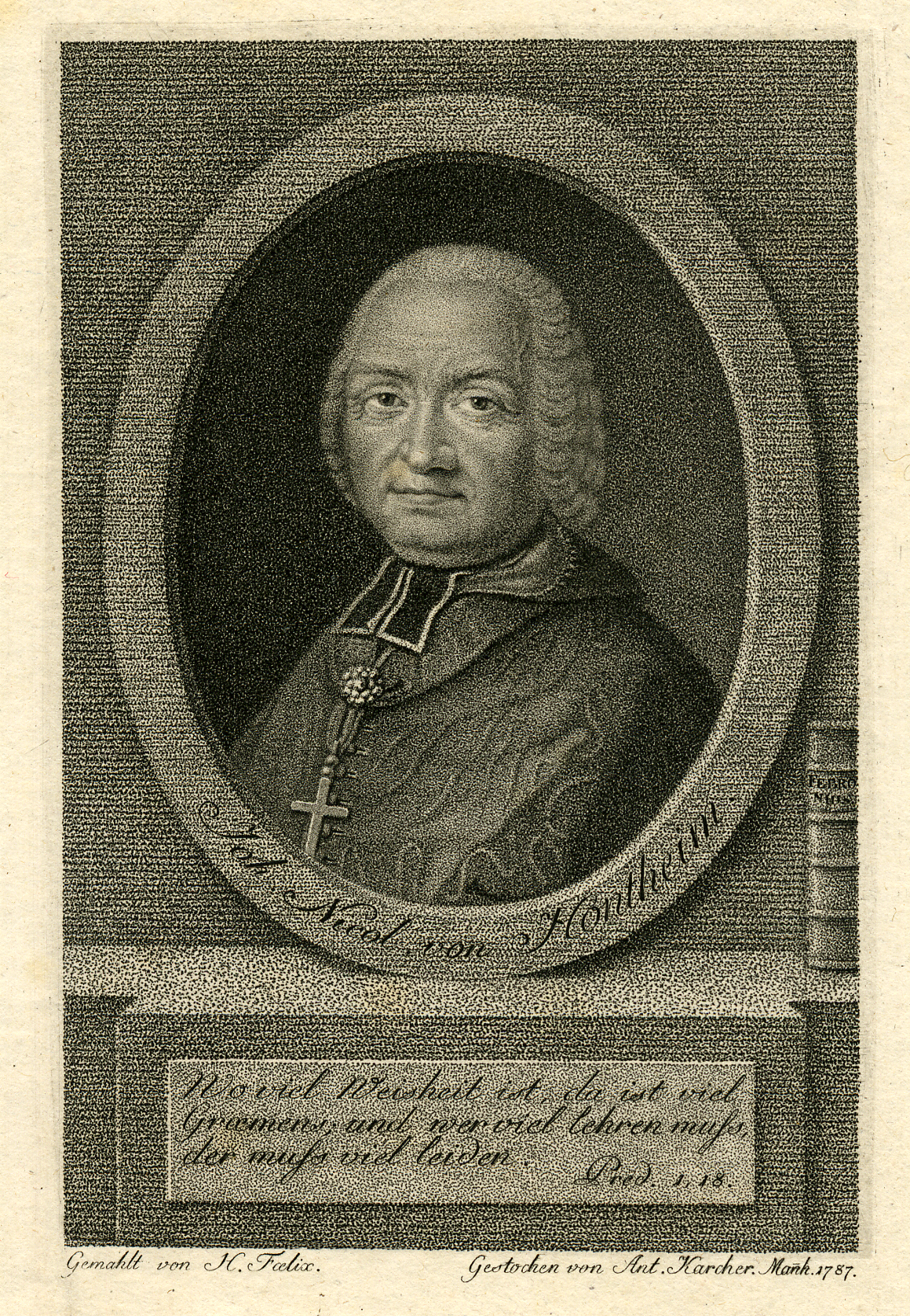
Portret van Justinus Febronius

De Hontheim was een Zuid-Nederlandse adellijke familie.

## Geschiedenis
De familie de Hontheim haalde zijn naam van de gemeente Hontheim in Rijnland-Palts. Gedurende verschillende generaties waren de Von Hontheims nauw betrokken bij het bestuur van het aartsbisdom en keurvorstendom Trier.
In 1622 verleende keizer Ferdinand II adelbrieven aan Johannes-Wolfgang von Hontheim.
Het bekendste familielid was Johannes Nikolaus von Hontheim (Trier, 27 januari 1701 - Montquintin 2 september 1790), beter bekend onder zijn schrijversnaam Justinus Febronius, die hoogleraar aan de Universiteit Leuven en hulpbisschop van Trier was. Zijn geschriften waarin hij kritiek uitbracht op de wereldlijke macht van de pausen gaven voeding aan een stroming in de Kerk die het febronianisme werd genoemd. Hij kocht het kasteel van Montquintin en restaureerde het.
Jean-Jacques von Hontheim (4 december 1741 - Montquintin, 3 mei 1821), getrouwd met Maria von Hontheim, een neef en later de erfgenaam van de bisschop, was onder het ancien régime heer van Montquintin, Couvreux, Rouvroix, Dampicourt en Grihier, en was raadsheer bij het hof van het keurvorstendom Trier. 
In 1816 verkreeg hij, onder het Verenigd Koninkrijk der Nederlanden, erkenning van erfelijke adel met de titel ridder overdraagbaar op alle afstammelingen en met benoeming in de Ridderschap van de provincie Luxemburg. Hij lichtte echter de vereiste 'akte van bewijs' niet zodat het een en het ander zonder gevolg bleef, in tegenstelling tot de hiernavolgende erkenningen van zijn twee zoons.

## François de Hontheim
François Louis Albert de Hontheim (Trier, 20 juli 1768 - Eich, 16 november 1821) was in de Franse tijd raadsheer voor het Woudendepartement en na 1815 lid van de Ridderschap van provincie Luxemburg. Hij vertrok waarschijnlijk naar Duitsland toen de Fransen de Zuidelijke Nederlanden binnenvielen: het kasteel in Montquintin dat hij, samen met zijn vader, had geërfd van zijn oom, werd in 1794 verwoest. Hij verbleef wellicht lange tijd in Koblenz, waar hij trouwde in 1808 met Justine de Biber (1781-1855) en waar hun oudste dochter in 1809 geboren werd. Kort daarna moeten ze naar Luxemburg teruggekeerd zijn waar hij aan de restauratie van het kasteel in Montquintin begon. De drie volgende dochters werden tussen 1811 en 1814 in Luxemburg geboren.
In 1816 werd hij erkend in de erfelijke adel met de titel ridder, overdraagbaar op alle mannelijke afstammelingen en met benoeming als lid van de Ridderschap van de provincie Luxemburg. Met hem doofde deze tak in de mannelijke lijn uit.

## Nicolas de Hontheim
Nicolas Joseph Siméon Guillaume de Hontheim (Trier, 24 december 1769 - Eich, 11 april 1853) was een broer van François de Hontheim. Hij trouwde in 1808 met Catherine de Biber (1786-1867), zus van zijn schoonzus.
In 1816 werd hij erkend in de erfelijke adel met de titel ridder, overdraagbaar op alle mannelijke afstammelingen en met benoeming als lid van de Ridderschap van de provincie Luxemburg.
Het echtpaar had negen kinderen, onder wie de enige die trouwde, luitenant-generaal Victor de Hontheim (1818-1900), met Julie de Vicq de Cumptich, met afstammelingen tot heden. Zij waren voornamelijk actief in de provincie Luxemburg, zo niet in het groothertogdom Luxemburg.